# Мишићи средњег ува
Мишићи средњег ува су најмањи попречно-пругасти мишићи у организму и парни мишићи главе. Њихова основна улога је да регулишу рад слушних кошчица, смање притисак у унутрашњем уву и контролишу амплитуду звучних таласа, који се преко кошчица и бубне опне преносе из спољашњег слушног канала у унутрашње уво.

## Ембриологија
У петој недељи развића ува, продубљивањем првог фарингеалног шпага настаје туботимпанични шпаг (лат. recessus tubotympanicus). Од туботимпаничног шпага развијају се шупљине средњег ува – тимпанична шупљина и слушна туба (аудитивна, Еустахијева туба). Њихове епителне структуре воде порекло од ендодерма првог фарингеалног шпага.
У седмој недељи ембрионалног развоја следи развиће слушних кошчица. Кондензацијом мезенхима првог и другог фарингеалног лука образују се хрскавични претходници слушних кошчица, а енхондралним окоштавањем од њих настају чекић, наковањ и узенгија или стремен. 
Од истог мезенхима формирају се и мишићи средњег ува (лат. musculus tensor timpani) и (лат. musculus stapedius).

## Анатомија

### Мишић узенгије
Мишић узенгије (лат. musculus stapedius) је парни мишић главе и најмањи попречно-пругасти мишић у организму човека. Основна функција му је повлачење главе узенгије уназад и упоље, чиме се смањује притисак у унутрашњем уво. Осим тога, он стабилизује поменуту слушну кошчицу и ограничава њене покрете, чиме се контролише амплитуда звучних таласа, који се преко кошчица и бубне опне преносе из спољашњег слушног канала у унутрашње уво.
Положај и односи
Мишић узенгије се налази у средњем уву, у шупљини пирамидалног исупчења мастоидног зида бубне дупље. Од њега полази танка тетива, која се пружа унапред и припаја на слушној кошчици узенгији.
Инервација
У инервацији мишића узенгије учествује истоимени живац, који представља бочну грану живца лица. 

### Мишић затезач бубне опне
Мишић затезач бубне опне (лат. musculus tensor tympani) је мали парни мишић главе, који се налази у средњем уву. Основна улога му је повлачење чекића ка унутра и затезање бубне опне. Слично мишићу узенгије, он својим дејством регулише пренос звука до унутрашњег ува и штити га од прејаких надражаја.
Положај и односи
Припаја се на истоименом коштаном полуканалу и хрскавици тзв. Еустахијеве трубе, а одатле се простире уназад, и у виду танке тетиве причвршћује се на врату слушне кошчице, чекић.
Инервација
Инервисан је од стране завршних гранчица доњовиличног живца. 

## Патофизиологија
Парализа мишића омогућава шире покрете узенгије, што изазива повећану осетљивост слушних кошчица на звучне осцилације. Због тога се звук нормалне јачине доживљава као веома гласан.